# بلاكسي غيرلز
بلاكسي غيرلز فرقة بوب وروك رومانية، نشطت في أكتوبر 2007 وتوقّفت في العام 2014.

## العضوات
- روسيندرا اليسكو
- آناماريا نانيو
- اماليا تايرك
- جيلا مارينيسكو
- كريستينا مارينيسكو

## أعمالها
كانت أول أغنية للفرقة «إن كنت تشعر بحبي» (بالإنجليزية: If You Feel My Love)‏، التي أصبحت إحدى الأغاني الأكثر شعبية في رومانيا. تلتها أغنية «عزيزتي ماما» (بالإنجليزية: Dear Mama)‏، التي صوّرت على نمط الفيديو كليب وأطلقت في مارس هدية للنساء والأمهات في جميع أنحاء العالم.

### ألبومات
صدر الألبوم الأول للفرقة في ديسمبر 2008.

## مشاركات
خططت عضوات الفرقة للتنافس ضمن مسابقة الأغنية الأوروبية عام 2010 بأغنية «إنقاذ العالم»، غير أن الفرقة ما لبثت وتراجعت عن المشاركة.

## روابط خارجية
- بلاكسي غيرلز على موقع ميوزك برينز (الإنجليزية)
- بلاكسي غيرلز على موقع ديسكوغز (الإنجليزية)